# 新市永安宮
23°04′43″N 120°17′38″E / 23.078597°N 120.293841°E
新市永安宮位於臺灣臺南市新市區，主祀天上聖母，因其香火據說可追溯到木柵（位於今南科園區一帶），故又稱木柵媽祖。
該廟為新市的大廟，交陪境幾乎涵蓋整個新市區。永安宮在元宵節會舉辦「遊夜境、巡營地」的活動，即巡視轄境與五營，以保祐四境平安。

## 沿革
根據《臺南縣市寺廟大觀》與《新市鄉志》等書的記載，永安宮前身於清乾隆廿七年（1762年）在木柵仔街建立。原本奉祀李府千歲，後改祀天上聖母。後來因為木柵仔街沒落，該廟在同治二年（1863年）時在蔡元等人募款後，於新市今址重建。光緒二年（1876年），在董事鼎玉成倡議下重修。
而在日本時代，永安宮曾在昭和八年（1933年）於董事蕭求倡議下再次重修。後來推行皇民化運動時，天上聖母神像一度被藏在番仔寮（今新市區永就里）甘蔗田中，後來被輾轉送到開基天后宮中寄放。
二次大戰後，永安宮在民國卅六年（1947年）、四十八年（1959年）、五十三年（1964年）、五十八年（1969年）、七十四年（1985年）均重修過。

## 傳說
據說永安宮舊址因是風水寶地，所以有眾多黃蜂棲息，然而咸豐年間木柵仔街整個沒落，永安宮的風水失去靈性，導致蜂群往北港遷移。
此外據說二次大戰時永安宮執事人員曾在盟軍飛機前來轟炸時，向天上聖母祈求閤境平安，且允諾日後做醮還願，而後據說永安宮附近倖免於難。然而二次大戰後廟方因經濟問題無力建醮，直到1979年才得以建醮。